# Linsơ
Linsơ (tiếng Anh: lynch) hay tư hình là một sự trừng phạt ngoài vòng pháp luật bởi một nhóm không chính thức. Từ này thường được sử dụng để mô tả xử tử công khai không chính thức bởi một đám đông, thường bằng cách treo cổ, để trừng phạt một kẻ bị cáo buộc phạm tội, hoặc để đe dọa một nhóm thiểu số.